# Ernst Hirsch Ballin

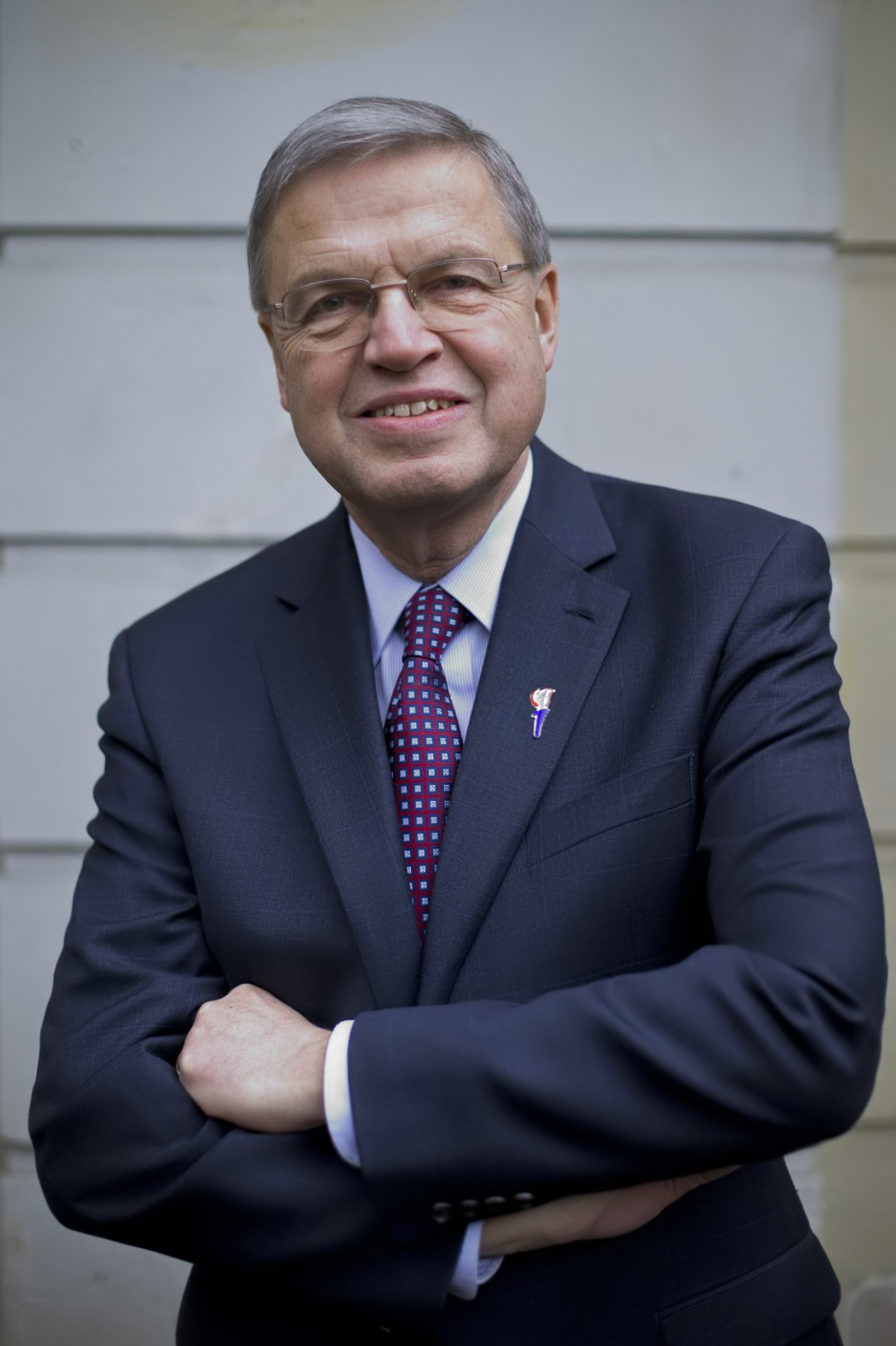
Ernst Hirsch Ballin (2013)

Ernst Maurits Henricus Hirsch Ballin (auch E. M. H. Hirsch Ballin; * 15. Dezember 1950 in Amsterdam) ist ein niederländischer Politiker und Jurist. Vom 22. September 2006 bis den 14. Oktober 2010 war er Justizminister der Niederlande, eine Funktion, die er bereits von 1989 bis 1994 unter Ministerpräsident Ruud Lubbers eingenommen hatte. Hirsch Ballin ist Mitglied der christlich-demokratischen Partei Christen-Democratisch Appèl (CDA).

## Leben
Ernst Hirsch Ballins Mutter, Maria Koppe, stammte aus einer römisch-katholischen Familie. Sein Vater, der Jurist Ernst Denny Hirsch Ballin, war Jude und flüchtete vor dem Zweiten Weltkrieg aus Deutschland in die Niederlande, wo er untertauchte und so den Krieg überlebte.
Ernst Hirsch Ballin studierte Jura an der Universität von Amsterdam und bekennt sich seit dieser Zeit zum katholischen Glauben. An derselben Universität wurde er 1979 promoviert. Von 1981 bis 1989 war er Dozent für Staats- und Verwaltungsrecht an der Katholischen Universität Brabant, der heutigen Universität Tilburg. 1989 trat Hirsch Ballin für den CDA als Justizminister in das Kabinett Lubbers III ein. Nach dem Tod der damaligen Innenministerin Ien Dales am 10. Januar 1994 übernahm er übergangsweise auch dieses Amt, bis am 18. Januar ein Nachfolger vereidigt wurde.
In der Schlussphase der Legislaturperiode musste Hirsch Ballin nach den Wahlen für die Zweite Kammer des niederländischen Parlaments im Mai 1994 nach einer politischen Affäre zurücktreten. Sein ehemaliger Staatssekretär Aad Kosto wurde bis zur Vereidigung des neuen Kabinetts zu seinem Nachfolger. Anschließend war er von 1994 bis 2006 erneut an der Universität Tilburg tätig, diesmal allerdings vorrangig im Bereich Internationales Recht. Seit 2000 war Hirsch Ballin war darüber hinaus Mitglied im Raad van State der Niederlande, bis er die Nachfolge des am 22. September 2006 zurückgetretenen Justizministers Piet Hein Donner im Kabinett Balkenende III antrat. Am 13. Dezember desselben Jahres übernahm er vorübergehend auch die Zuständigkeit für Ausländerfragen von der scheidenden Ministerin Rita Verdonk.
Im von 2007 bis 2010 amtierenden Kabinett Balkenende IV war Ernst Hirsch Ballin erneut als Justizminister vertreten.

## Schriften
- Citizens’ rights and the right to be a citizen. 2014